# Aeroporto Internacional de Nadi
O Aeroporto Internacional de Nadi (em inglês Nadi International Airport) é um aeroporto internacional localizado em Nadi, Fiji, sendo o principal do país, apesar da capital Suva também ter o seu aeroporto internacional, o Aeroporto Internacional de Nausori.